# Волхово (платформа)
Во́лхово — остановочный пункт на московском направлении Санкт-Петербургского отделения Октябрьской железной дороги.
Ранее станция Николаевской железной дороги, на берегу реки Волхова — Волховская станция или Соснинка. Платформа располагается в одноимённом пристанционном посёлке у северо-восточной окраины деревни Слобода Чудовского района Новгородской области. На платформе останавливаются все проходящие через неё пригородные электропоезда.

## История
Приёмный дом и две платформы для пассажиров (остановочный пункт) близь Соснинской пристани на реке Волхов были открыты в 1 (13) ноября 1851 года под названием — Волховская (118 верста; пристань Соснинка, пароходство по Волхову), в составе Санкт-Петербурго-Московской железной дороги. Приказом МПС № 227 от 21 декабря 1850 года утверждено название остановочного пункта. Ещё до официального открытия дороги до Соснинской пристани было открыто в июле 1849 года рабочее движение поездов для подвоза материалов для строительства железной дороги. После переименовании дороги 8 (20) сентября 1855 года остановочный пункт в составе Николаевской железной дороги, а в 1863 году получил официальное название в создаваемой сети железных дорог — Волхов.
В 1870 году после необходимости соблюдения правил не иметь одновременно более одного поезда на перегоне были устроены новые полустанции, остановочный пункт Волхов переведён в статус полустанции, и на нём были устроены дополнительные пути. В 1879 году полустанция Волхов получила нынешнее название — Волхово. В связи с увеличением грузопотока между железной дорогой и рекой к 1886 году полустанция переведена в станцию IV класса, хотя на станции не имелось водоснабжения для заправки паровозов, как на других станциях этого класса. В 1888-89 годах для удобства ожидания пассажирами поезда на платформах устраивают навесы от снега и дождя длиной по 9 сажень (18 метров).
С 27 февраля 1923 года после переименовании дороги станция в составе Октябрьской железной дороги, приказом НКПС № 1028 от 20 августа 1929 года станция в составе Октябрьских железных дорог, с 1936 года станция в составе Октябрьской железной дороги.
Согласно тарифному руководству № 4 от 1947 года, станция производит операции по приёму и выдачи только повагонных грузов, допускаемых к хранению на открытых площадках. В 1952 году согласно тарифному руководству № 4 станция была закрыта, для всех грузовых и пассажирских операций, а в 1956 году открыта на новом месте в километре от старой станции ближе к станции Чудово, а на старом месте, в 1958 году, открыта платформа (остановочный пункт) Волхов Мост недалеко от железнодорожного моста.
Согласно тарифному руководству № 4 от 1965 года на станции только производится продажа билетов на все пассажирские поезда, приём и выдача багажа не производится. С 1989 года станция Волхово переведён в статус остановочного пункта, с операциями — продажа билетов на все пассажирские поезда, приём и выдача багажа не производится.
В 1975 году присвоен код ЕСР № 06141. С 1985 года новый код АСУЖТ (ЕСР) № 041848.
- На станции Волхово родился Васильев, Валерий Иванович (1949—2012) — прославленный советский хоккеист, защитник. Двукратный олимпийский чемпион, многократный чемпион мира, заслуженный мастер спорта СССР (1973).

## Расписание электропоездов
- Расписание электропоездов на Яндекс. Расписаниях
- Расписание электропоездов на tutu.ru